# Arnulf de Bavière (1852-1907)
Pour les articles homonymes, voir Arnulf de Bavière.
Le prince Arnulf de Bavière (en allemand, Franz Joseph Arnulf Adalbert Maria Prinz von Bayern), né le 6 juillet 1852 à Munich, et mort le 12 novembre 1907 à Venise, troisième fils et dernier des quatre enfants de Luitpold de Bavière et d'Auguste-Ferdinande de Habsbourg-Toscane est un membre de la Maison de Wittelsbach.

## Biographie
Arnulf est placé (comme avant lui ses frères Louis et Léopold) sous la direction d'Heinrich von Vallade (de), un officier bavarois issu d'une vieille famille aux origines françaises qui mourra en 1870 lors de la guerre franco-allemande. Arnulf lui-même après avoir fréquenté un Gymnasium (lycée dispensant les études d'humanité) devient lieutenant au 1er régiment d'infanterie royal bavarois (de) en 1868 et combattra en cette qualité aux combats de Wœrth, Beaumont, Sedan, Orléans, ainsi qu'au siège de Paris.
De 1873 à 1876, il suit les cours de l'Académie bavaroise de guerre (de), laquelle lui décerne la qualification pour l'état-major. En tant que capitaine, il prend en charge en 1876 une compagnie dans le régiment d'infanterie du Corps royal bavarois (de), devient major en 1877 et est commandé en tant que tel à l'état-major général. Il participe ensuite à la guerre russo-turque de 1877-1878.
Pendant de nombreuses années, il est commandant du régiment d'infanterie. Ensuite, Arnulf est nommé commandant de la 1re brigade d'infanterie royale bavaroise (de) avec la promotion au grade de major général. En mars 1887, il quitte le commandement, devient lieutenant-général et, en tant que tel, commandant de la 1re division d'infanterie. En 1890, il est promu général d'infanterie et deux ans plus tard, il est nommé général commandant du 1er corps d'armée royal bavarois.
La caserne de sa compagnie sera baptisée caserne Prince-Arnulf (de) en son honneur. Il donne son nom à l'Arnulfstraße (de) à Munich (qui s'appelait Salzstraße jusqu'en 1890, du nom du commerce du sel auquel Munich doit sa fondation), à l'Arnulfpark (de) et à l'Arnulfsteg (de). Le maître de musique en chef du régiment d'infanterie du Corps, Max Högg (de), lui dédie une marche, la marche du prince Arnulf, qui est encore jouée aujourd'hui par des corps de musique de la Bundeswehr.

### Mariage et postérité
Arnulf épouse, le 12 avril 1882, à Vienne, la princesse Thérèse de Liechtenstein (château de Liechstenstein, 28 juillet 1850- Munich, 13 mars 1938), neuvième fille et dixième des onze enfants d'Alois II, prince souverain du Liechtenstein et de Franziska Kinsky von Wchinitz und Tettau.
Un fils est issu de cette union :
- Henri de Bavière (de) (Munich 24 juin 1884 - Monte Sule 8 novembre 1916), mort sans alliance au combat en Roumanie, dans le județ d'Argeș.

### Mort
Au printemps 1907, le prince Arnulf accompagné du docteur Merzbacher entreprennent une expédition en Asie centrale. Leur voyage débute à Tachkent et se poursuit en traversant les steppes de la Sibérie du sud et du Turkestan avant d'atteindre la frontière chinoise. En août, les voyageurs parviennent aux sources de la Naryn. Tandis que Merzbacher demeure en Asie, Arnulf se remet en route vers l'Europe en septembre. Cette expédition l'a épuisé. Il parvient tout de même à gagner Venise où il mourra prématurément en novembre à l'âge de 55 ans. Il est inhumé dans l'église des Théatins de Munich.

## Ascendance
|  |                                            |  |  |  |  |  |  |  |  |  |  |  |  |
|  | 8. Maximilien Ier de Bavière               |  |  |  |  |  |  |  |  |  |  |  |  |
|  |                                            |  |  |  |  |  |  |  |  |  |  |  |  |
|  |                                            |  |  |  |  |  |  |  |  |  |  |  |  |
|  | 4. Louis Ier de Bavière                    |  |  |  |  |  |  |  |  |  |  |  |  |
|  |                                            |  |  |  |  |  |  |  |  |  |  |  |  |
|  |                                            |  |  |  |  |  |  |  |  |  |  |  |  |
|  | 9. Wilhelmine de Hesse-Darmstadt           |  |  |  |  |  |  |  |  |  |  |  |  |
|  |                                            |  |  |  |  |  |  |  |  |  |  |  |  |
|  |                                            |  |  |  |  |  |  |  |  |  |  |  |  |
|  | 2. Luitpold de Bavière                     |  |  |  |  |  |  |  |  |  |  |  |  |
|  |                                            |  |  |  |  |  |  |  |  |  |  |  |  |
|  |                                            |  |  |  |  |  |  |  |  |  |  |  |  |
|  | 10. Frédéric Ier de Saxe-Hildburghausen    |  |  |  |  |  |  |  |  |  |  |  |  |
|  |                                            |  |  |  |  |  |  |  |  |  |  |  |  |
|  |                                            |  |  |  |  |  |  |  |  |  |  |  |  |
|  | 5. Thérèse de Saxe-Hildburghausen          |  |  |  |  |  |  |  |  |  |  |  |  |
|  |                                            |  |  |  |  |  |  |  |  |  |  |  |  |
|  |                                            |  |  |  |  |  |  |  |  |  |  |  |  |
|  | 11. Charlotte de Mecklembourg-Strelitz     |  |  |  |  |  |  |  |  |  |  |  |  |
|  |                                            |  |  |  |  |  |  |  |  |  |  |  |  |
|  |                                            |  |  |  |  |  |  |  |  |  |  |  |  |
|  | 1. Arnulf de Bavière                       |  |  |  |  |  |  |  |  |  |  |  |  |
|  |                                            |  |  |  |  |  |  |  |  |  |  |  |  |
|  |                                            |  |  |  |  |  |  |  |  |  |  |  |  |
|  | 12. Ferdinand III de Toscane               |  |  |  |  |  |  |  |  |  |  |  |  |
|  |                                            |  |  |  |  |  |  |  |  |  |  |  |  |
|  |                                            |  |  |  |  |  |  |  |  |  |  |  |  |
|  | 6. Léopold II (grand-duc de Toscane)       |  |  |  |  |  |  |  |  |  |  |  |  |
|  |                                            |  |  |  |  |  |  |  |  |  |  |  |  |
|  |                                            |  |  |  |  |  |  |  |  |  |  |  |  |
|  | 13. Louise de Bourbon-Siciles (1773-1802)  |  |  |  |  |  |  |  |  |  |  |  |  |
|  |                                            |  |  |  |  |  |  |  |  |  |  |  |  |
|  |                                            |  |  |  |  |  |  |  |  |  |  |  |  |
|  | 3. Auguste-Ferdinande de Habsbourg-Toscane |  |  |  |  |  |  |  |  |  |  |  |  |
|  |                                            |  |  |  |  |  |  |  |  |  |  |  |  |
|  |                                            |  |  |  |  |  |  |  |  |  |  |  |  |
|  | 14. Maximilien de Saxe (1759-1838)         |  |  |  |  |  |  |  |  |  |  |  |  |
|  |                                            |  |  |  |  |  |  |  |  |  |  |  |  |
|  |                                            |  |  |  |  |  |  |  |  |  |  |  |  |
|  | 7. Marie de Saxe                           |  |  |  |  |  |  |  |  |  |  |  |  |
|  |                                            |  |  |  |  |  |  |  |  |  |  |  |  |
|  |                                            |  |  |  |  |  |  |  |  |  |  |  |  |
|  | 15. Caroline de Bourbon-Parme              |  |  |  |  |  |  |  |  |  |  |  |  |
|  |                                            |  |  |  |  |  |  |  |  |  |  |  |  |
|  |                                            |  |  |  |  |  |  |  |  |  |  |  |  |